# آيت أو عرضة (آيت علي أو عيسى)
آيت أو عرضة هو دُوَّار يقع بجماعة اغبالة، إقليم بني ملال، جهة بني ملال خنيفرة في المملكة المغربية. ينتمي الدوّار لمشيخة آيت علي أو عيسى التي تضم 4 دواوير. يقدر عدد سكانه بـ 212 نسمة حسب الإحصاء الرسمي للسكان والسكنى لسنة 2004.

## وصلات خارجية
- البوابة الوطنية للجماعات الترابية
- المندوبية السامية للتخطيط